# Place de la Concorde
Koordinaten: 48° 52′ N, 2° 19′ O

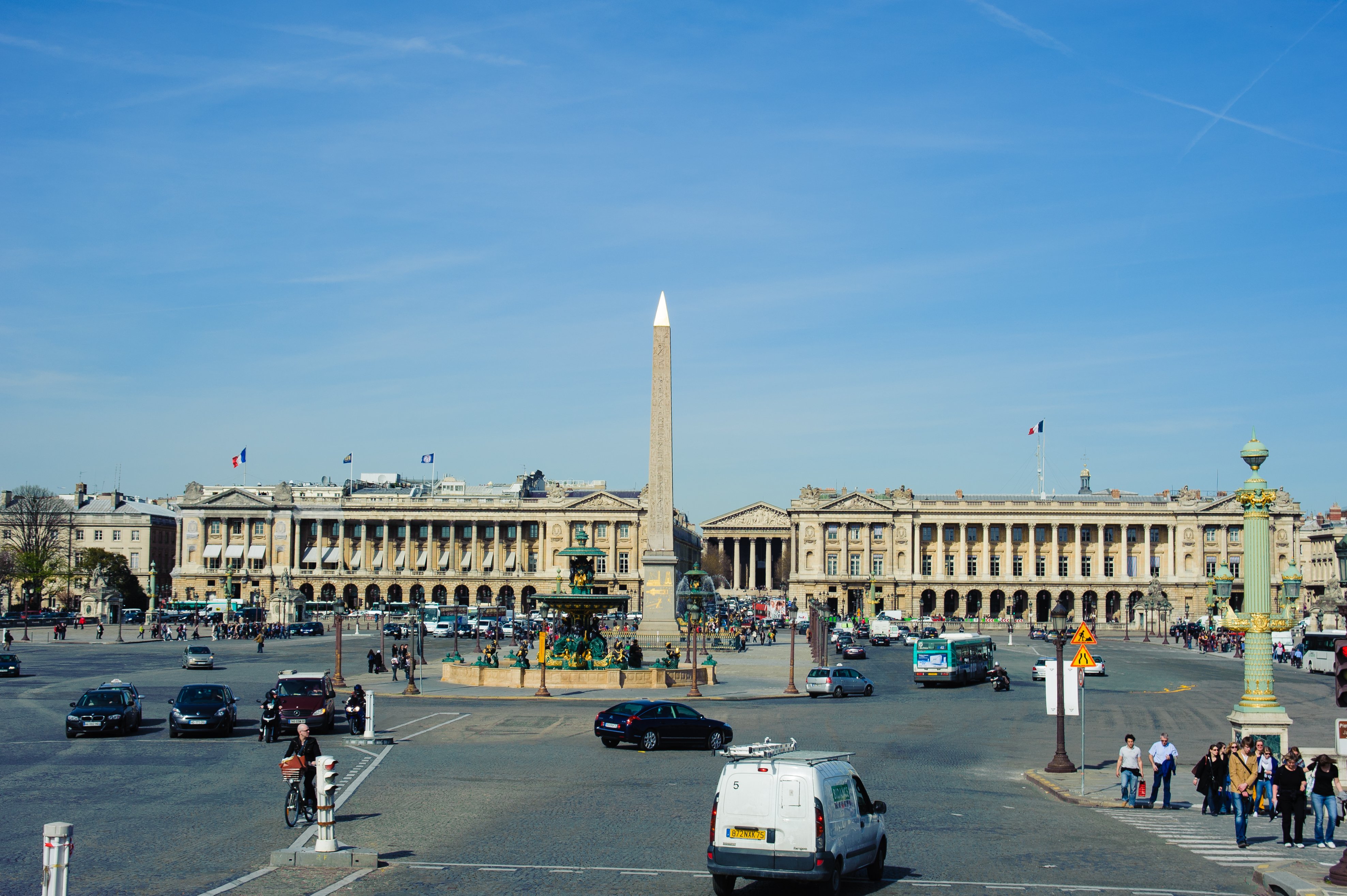
Place de la Concorde – hinter dem Obelisken (von links): Hôtel de Crillon, La Madeleine und Hôtel de la Marine

Die Place de la Concorde [plas də la kɔ̃kɔʁd] (deutsch Platz der Eintracht) ist mit 7,56 ha der größte Platz von Paris. Er liegt nördlich der Seine (Rive droite) im 8. Arrondissement zwischen Jardin des Tuileries und Avenue des Champs-Élysées.
Die Place de la Concorde ist mit 360 Metern Länge und 210 Metern Breite nach der Place des Quinconces in Bordeaux der zweitgrößte Platz Frankreichs und gehört neben der Place des Vosges, Place Dauphine, Place Vendôme und Place des Victoires zu den fünf königlichen Plätzen der Stadt (französisch Place Royale).

## Lage und Zugang
In die Place de la Concorde münden unter anderem die Rue Royale, die Avenue Gabriel, die Rue de Rivoli, der Cours la Reine mit dem Port de la Conférence, Voie Georges Pompidou, Port de la Concorde, Quai und Port des Tuileries sowie die Seinebrücke Pont de la Concorde. Der Obelisk mit seiner vergoldeten Spitze steht in der Blickachse vom Louvre zum Arc de Triomphe am Étoile auf der Axe historique. Die andere Sichtachse an dieser Stelle verläuft dazu rechtwinklig von Kirche und Place de la Madeleine nach Süden über die Seine zum Gebäude der Nationalversammlung, dem Palais Bourbon.
Nahe am Zentrum gelegen hat der Platz eine zentrale Position, denn hier kreuzen zwei große Verkehrsadern:
- Die Nordsüd-Achse vom Montmartre vorbei an den Grands Magasins des Boulevard Haussmann, der Église de la Madeleine zur Assemblée nationale.
- Die Westost-Achse von der Grande Arche über die Avenue de la Grande Armée, die Place Charles-de-Gaulle mit dem Tunnel de l’Étoile und die Avenue des Champs-Élysées zum Jardin des Tuileries und dem Musée du Louvre.

Die Place de la Concorde ist erreichbar per
- Metro über die Station Concorde  , ,
- Bus der RATP 24, 42, 52, 72, 73, 84, 94, OpenTour und Noctilien  11, 24

## Namensursprung
Der Name wurde 1795 während der Französischen Revolution vom Direktorium ausgewählt, um die Versöhnung der Franzosen nach den Auswüchsen der Terrorherrschaft zu dokumentieren.

## Platzbeschreibung

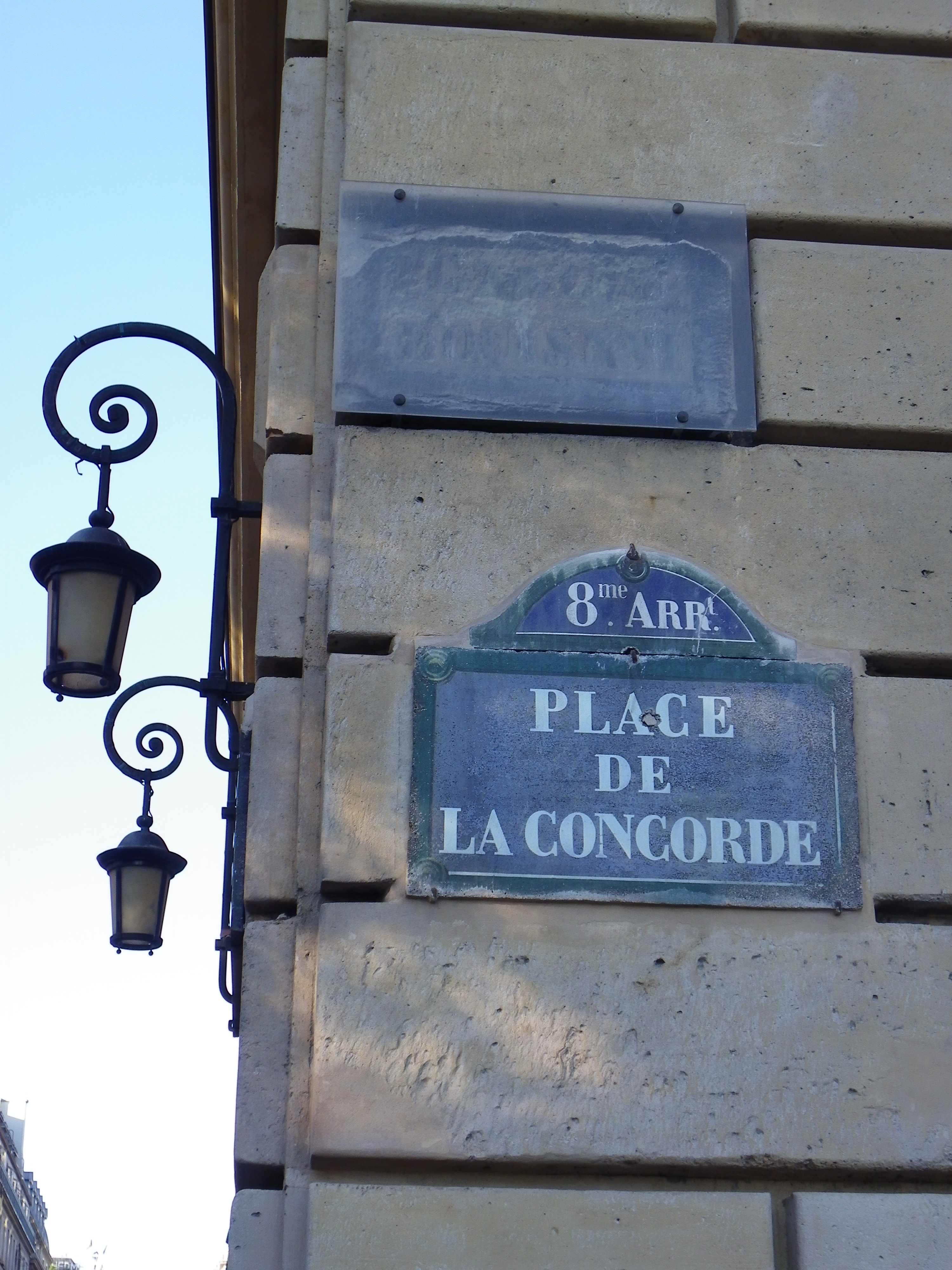
Straßenschild Place de la Concorde, darüber das ehemalige Schild «Place Louis XVI»

Die Gesamtheit des Platzes ist städtebaulich gesehen eine wichtige Schöpfung der Zeit der Aufklärung (französisch Siècle des Lumières). Er drückt hervorragend die Entwicklung des französischen Geschmacks aus: die Bildung eines neuen Stils, die klassische Architektur im 18. Jahrhundert, zu deren Pionieren der Architekt Ange-Jacques Gabriel und der Bildhauer Edme Bouchardon mit seinem in der Mitte des Platzes aufgestellten und während der Revolution zerstörten Reiterstandbild Ludwig XV. gehörten.
Der Name des Platzes wurde mehrfach geändert, Ausdruck der Instabilität der politischen Regime Frankreichs seit 1789 und einer Reihe von freudigen, tragischen oder glorreichen Ereignissen, einige von großer historischer Bedeutung, die sich auf seinem Boden abgespielt haben. Er hieß «Place Louis XV», dann «Place de la Révolution» nach dem 10. August 1792, «Place de la Concorde» unter dem Direktorium, Französischen Konsulat und dem Ersten Kaiserreich, dann wieder «Place Louis XV» danach «Place Louis XVI» unter der Restauration, 1830 «Place de la Charte», um schließlich unter der Julimonarchie wieder den Namen «Place de la Concorde» anzunehmen; das gleiche Schicksal erlitten die Statuen, die Platz schmückten oder hätten schmücken sollen: Reiterstandbild von Louis XV., Freiheitsstatue, Statue von Louis XVI., Obelisk von Luxor.
War die Platzgestaltung unter der Revolutionsregierung noch bescheiden (1794 wurden die Chevaux de Marly aus dem Jardin des Tuileries auf den Platz gebracht.), so gab es unter der Julimonarchie gewaltige Veränderungen: Zunächst wurde 1836 der Obelisk errichtet. Danach folgten die Verschönerungsarbeiten von Hittorff: die zwei Fontänen, die Statuen von acht wichtigen französischen Städten (Brest und Rouen von Jean-Pierre Cortot; Lille und Strasbourg von James Pradier; Lyon und Marseille von Louis Petitot; Bordeaux und Nantes von Louis-Denis Caillouette), die Straßenbeleuchtung (französisch Lampadaires) und die Colonnes rostrales. Im Zweiten Kaiserreich wurde der Platz völlig umgestaltet, um den Verkehrsfluss zu verbessern. Die letzte Umgestaltung fand 1931 mit dem Abriss des Hôtel Grimod de La Reynière und der Errichtung der Botschaft der Vereinigten Staaten in Paris an deren Stelle statt. 1937 wurde der Platz denkmalgeschützt (französisch classée) und demnach nicht mehr verändert.

## Geschichte
Ursprünglich befand sich der Platz inmitten von sumpfigem Gelände und wurde oft von der Seine überflutet.

### 18. Jahrhundert
Für den neuen Platz gab es anfangs mehrere mögliche Standorte zu beiden Seiten der Seine. König Ludwig XV. entschied sich schließlich für ein unbebautes Grundstück am Ende der Tuileriengärten, das ihm gehörte, das damals außerhalb der Stadtgrenzen lag und Place du Pont Tournant hieß. Auf einer Karte von Covens & Mortier aus dem Jahre 1742 gab es an dieser Stelle Ackerland, das sich unmittelbar an die Tuileriengärten anschloss. Die Baupläne des Architekten Ange-Jacques Gabriel vom 7. September 1755 sorgten für eine Platzarrondierung des ursprünglich 84.000 m² großen Areals noch im Jahre 1755. Sein Plan erhielt im Dezember 1755 die Genehmigung. Das Patent für die Bebauung des Platzes mit dem 1753 vergebenen Namen Place Royal erteilte die Verwaltung am 21. Juni 1757 mit einer Gültigkeit bis 30. Oktober 1758. Gabriel sollte den als Oktogon anzulegenden Platz mit einem Graben umgeben. Der Zweck des Platzes bestand darin, einer von Edmé Bouchardon realisierten Reiterstatue Ludwigs XV. einen würdigen Standort zu geben. Bereits 1749 begann Bouchardon mit der Arbeit am Reiterstandbild, seine Einweihung auf dem noch im Bau befindlichen Platz fand am 10. Mai 1765 statt. Auf dem noch mit Gräben begrenzten Platz gab es am 30. Mai 1770 ein Feuerwerk, bei dem eine Panik ausbrach, die rund 1200 Tote zur Folge hatte. Nach seiner Fertigstellung im Jahre 1776 erhielt der Platz zunächst den Namen Place Louis XV. Seit dem 20. November 1791 verbindet die Pont de la Concorde den Platz mit dem Rive Gauche südlich der Seine.

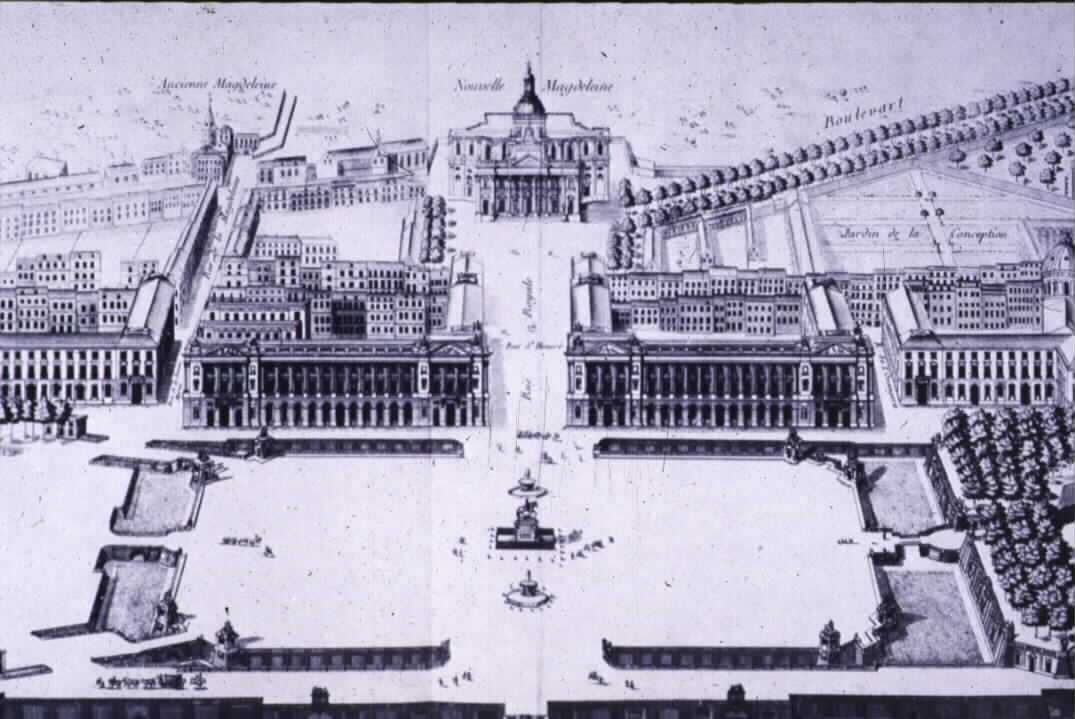
Der Entwurf von Gabriel für die Place Louis XV
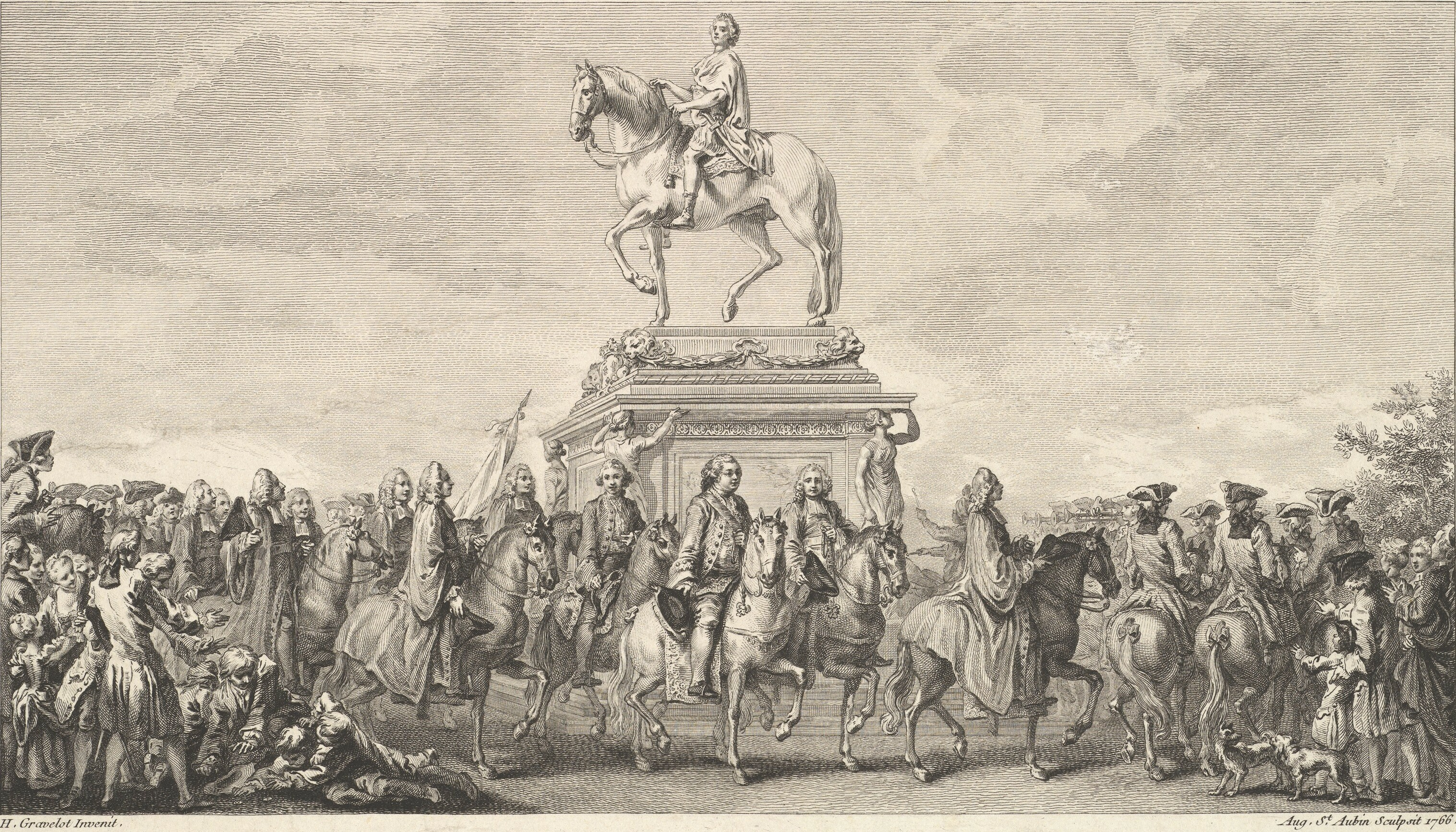
Place de la Concorde – Einweihung der Statue von Ludwig XV. am 10. Mai 1765
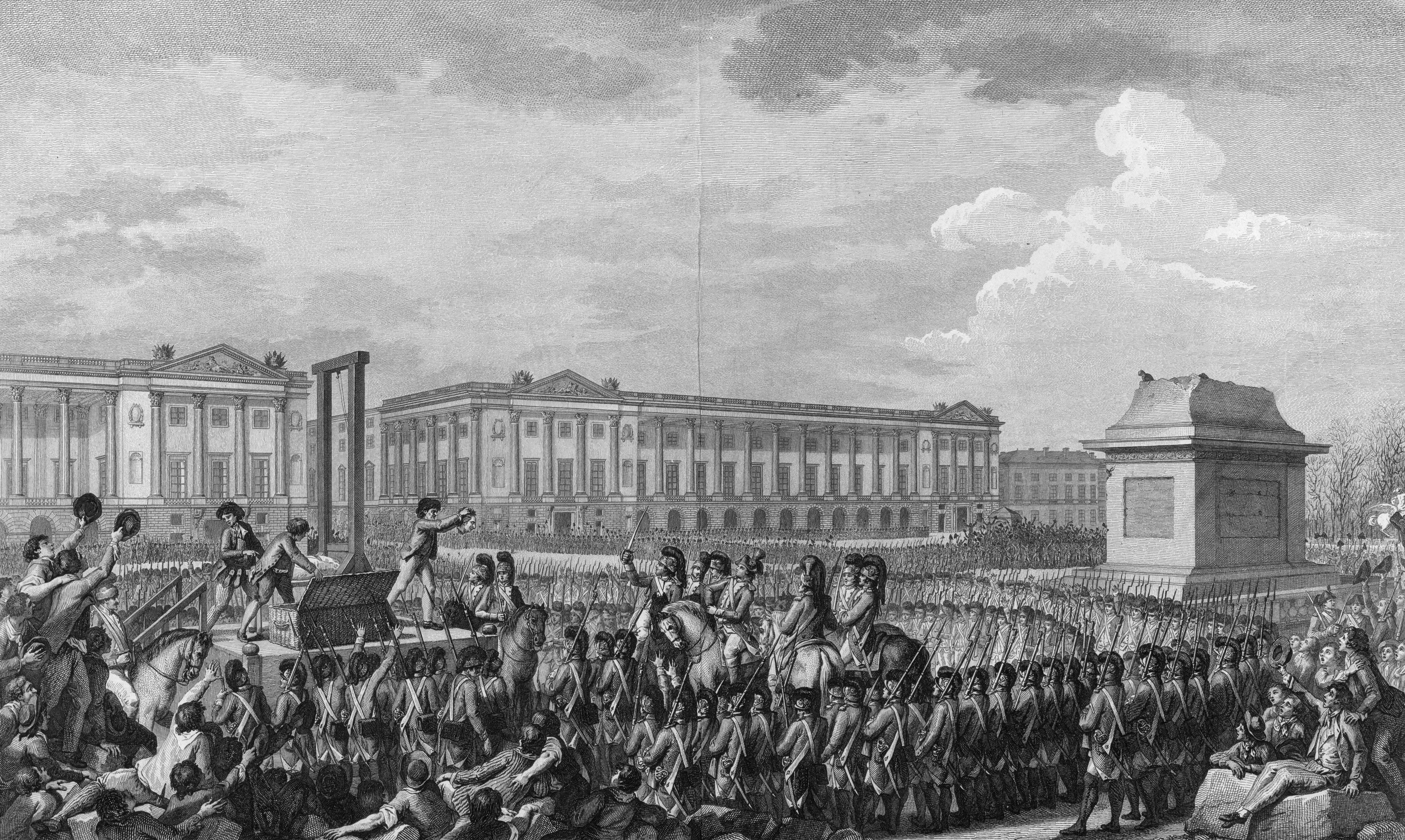
Place de la Concorde – Hinrichtung Ludwig XVI. am 21. Januar 1793

### Revolutionszeit
Während der Französischen Revolution wurde die Reiterstatue am 11. August 1792 auf dem jetzt Place de la Révolution genannten Platz zerstört und entfernt. An ihrer Stelle errichtete man am 21. Januar 1793 eine Guillotine, mit der noch am selben Tag Ludwig XVI. enthauptet wurde. Es folgten seine Gattin Königin Marie-Antoinette (16. Oktober 1793), Louis-Philippe II. Joseph de Bourbon, duc d’Orléans (6. November 1793) sowie die Revolutionäre Georges Danton (5. April 1794) und Maximilien de Robespierre (28. Juli 1794; siehe auch die Liste während der Französischen Revolution hingerichteter Personen); innerhalb von nur 2 ½ Jahren kam es hier zur Exekution von 1.345 Personen.

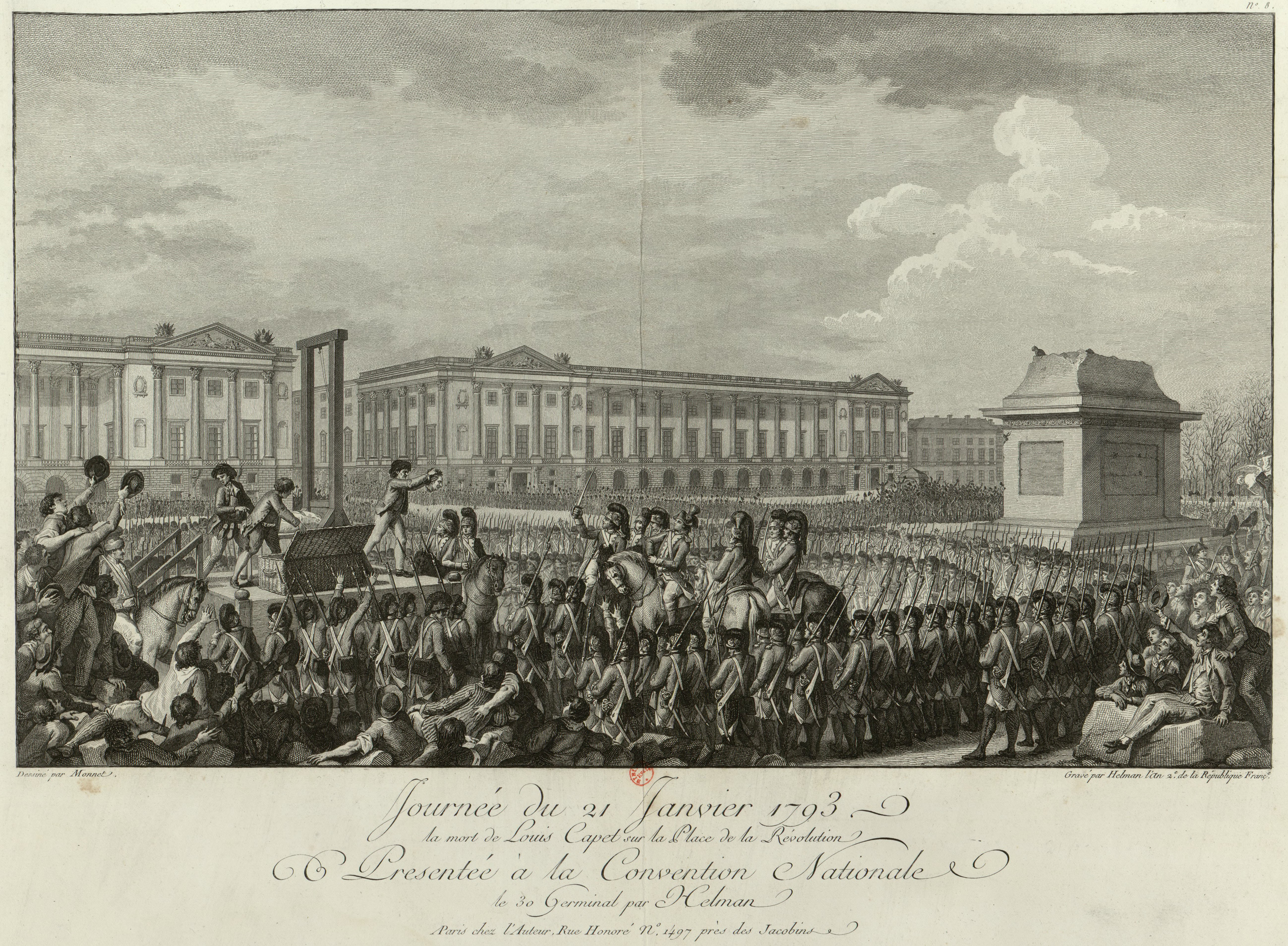
Hinrichtung von Louis XVI. Rechts der Sockel der Statue Louis XV.
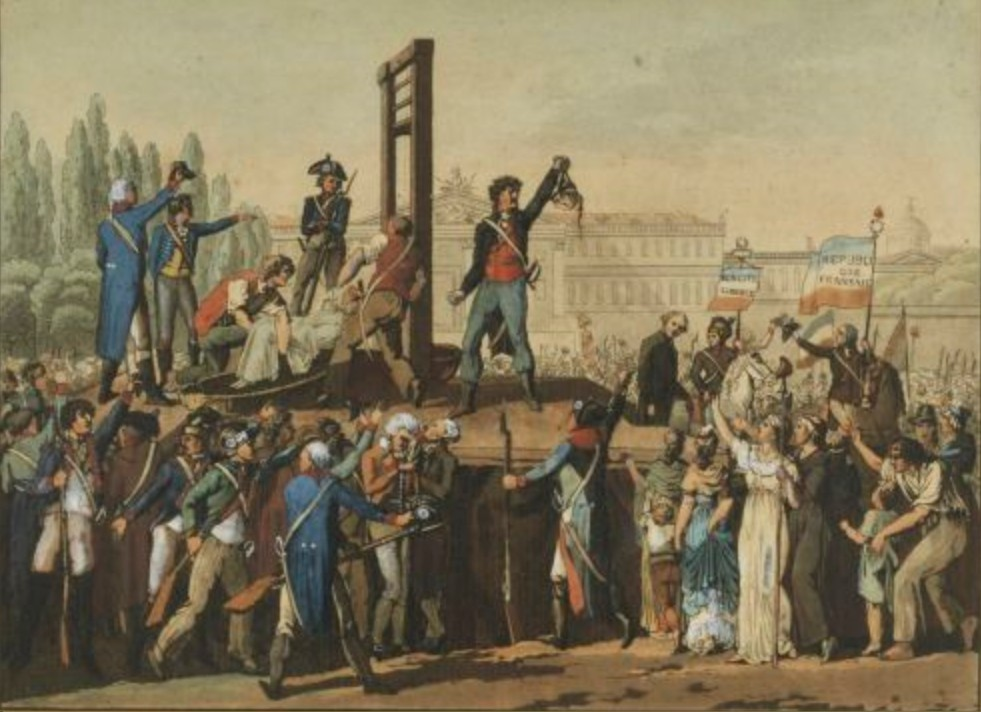
Sanson zeigt den Kopf von Marie-Antoinette der Menge, 1793. (Musée de la Révolution française)

### 19. Jahrhundert
Der vom blutigen Terror und der Hinrichtung der königlichen Familie gezeichnete Platz war für die Regierungen des 19. Jahrhunderts ein politisches Problem. Nachdem die Freiheitsstatue unter dem Konsulat entfernt worden war und die Pläne zur Errichtung einer Statue Karls des Großen, dann eines Brunnens, aufgegeben wurden, war es schließlich Ludwig XVIII., der in der Mitte des Platzes ein Denkmal zur Erinnerung an seinen Bruder Ludwig XVI. errichten wollte: die Statue des gemarterten Königs, eingerahmt von einer Kapelle und einer Trauerweide. Karl X. legte am 3. Mai 1826 den Grundstein. Im selben Jahr wurde der Platz in «Place Louis XVI» umbenannt. (Die Tafel befindet sich noch heute an der Ecke zur Rue Boissy-d’Anglas.) Aber die vorgesehene Statue wurde nie errichtet, denn die Arbeiten wurden durch die Julirevolution von 1830 unterbrochen und der Platz erhielt seinen endgültigen Namen, «Place de la Concorde».
Während der Julirevolution von 1830 kam es auf dem Platz zu Gefechten zwischen den Aufständischen und den regulären Truppen.
1831 bot der Vizekönig von Ägypten, Muhammad Ali Pascha, Frankreich die beiden Obelisken am Eingang des Luxor-Tempels von Theben an. Nur der erste davon kam nach Frankreich und erreichte Paris am 21. Dezember 1833. Louis-Philippe I. entschied mit der Begründung «il ne rappellera aucun événement politique», dass er auf der Place de la Concorde aufgestellt wird. Die delikate Operation der Errichtung wurde unter Leitung des Ingenieurs Apollinaire Lebas und vor mehr als 200 000 Zuschauern am 25. Oktober 1836 durchgeführt. Der König und seine Familie waren nicht sicher, ob die Operation gelingen würde und beobachteten die Arbeiten vom Salon des Hôtel du Garde-meuble und erschienen erst dann auf dem Balkon, um den Applaus der Menge entgegenzunehmen, als der Monolith aufgerichtet war.
Das heutige Aussehen erhielt der Platz zwischen 1836 und 1840 aufgrund von Zeichnungen, die der in Köln aufgewachsene und in Paris lebende Architekt Jakob Ignaz Hittorff ab 1829 anfertigte, wobei er die Grundanlage von Gabriel beibehielt. Er fügte zwei monumentale Brunnen (die als Besonderheit aus Gusseisen bestanden) zu beiden Seiten des Obelisken hinzu und umgab den Platz mit Laternenpfählen und schnabelförmigen Säulen. Der Platz soll damit die Leistung der französischen Schiffstechnik hervorheben, denn das Marineministeriums war in einem der beiden von Gabriel gebauten Stadthäuser untergebracht. Die beiden Fontänen – am 1. Mai 1840 vom Préfet Rambuteau eingeweiht – sind der Fluss- (Nordbrunnen Fontaine des Fleuves: zwei sitzenden Figuren stellen den Rhein und die Rhone dar; Weinlese und Getreideernte sind symbolisiert) und der Seeschifffahrt (Südbrunnen Fontaine des Mers: Mittelmeer, Ozean und Fischfang) gewidmet. Zur Gestaltung der Figuren an den Brunnen versicherte sich der Architekt der Unterstützung zahlreicher Künstler: Jean François Théodore Gechter, Honoré Jean Aristide Husson, François Lanno, Nicolas Brion, Auguste-Hyacinthe Debay, Antoine Desboeufs, Jean-Jacques Feuchère, Antonin-Marie Moine, Jean-Jacques Elshoecht (genannt Carle Elshoecht) und Louis-Parfait Merlieux. Die schnabelförmigen Säulen tragen Schiffsbögen, die auch das Wahrzeichen der Stadt Paris entsprechen. Die acht allegorischen Statuen französischer Städte begrenzen das von Gabriel gedachten Oktagon.
1854 wurden die Gräben, die Hittorff vorgesehen hatte, aufgefüllt, um den Platz besser an den Verkehr anzupassen.
Auf dem Platz kampierten im März 1871 während des Deutsch-Französischen Kriegs deutsche Truppen. Zwischen April und November 1900 fand die Weltausstellung Paris 1900 statt, deren Eingangshallen sich auf dem Platz befanden.

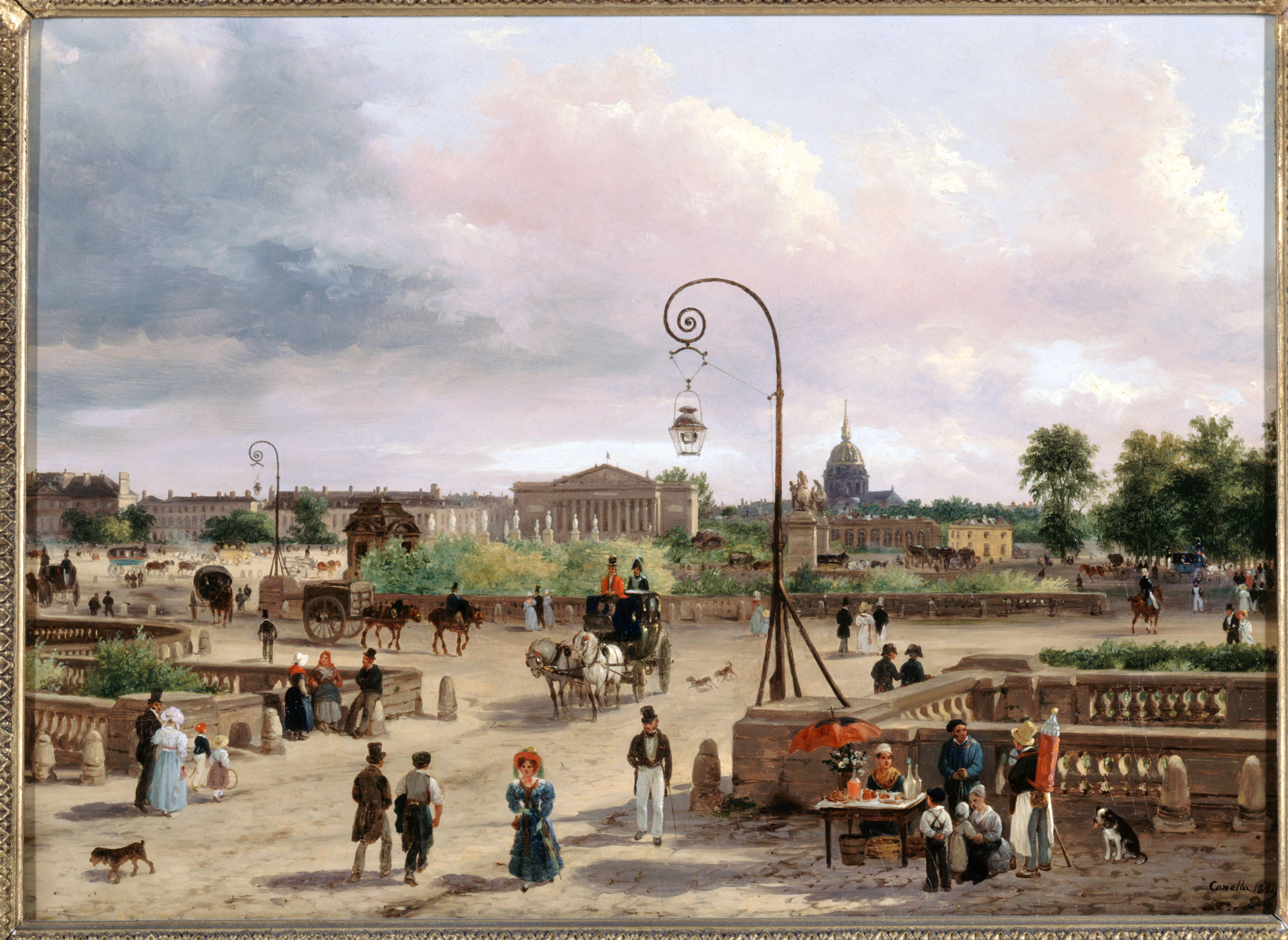
Place de la Concorde vor der Umgestaltung in der Regierungszeit Louis-Philippe I. (Gemälde von Giuseppe Canella, 1829)
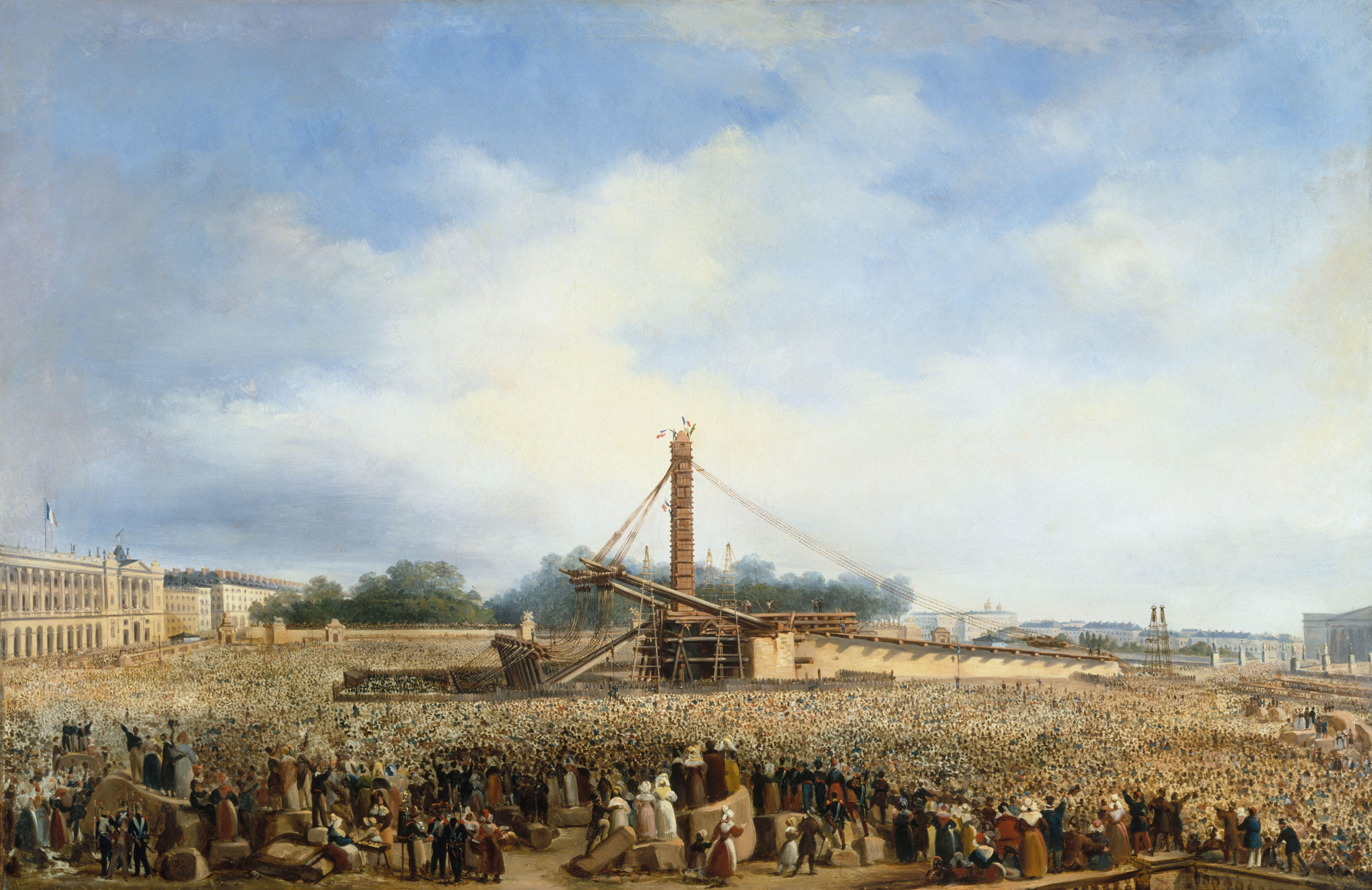
Errichtung des Obelisken
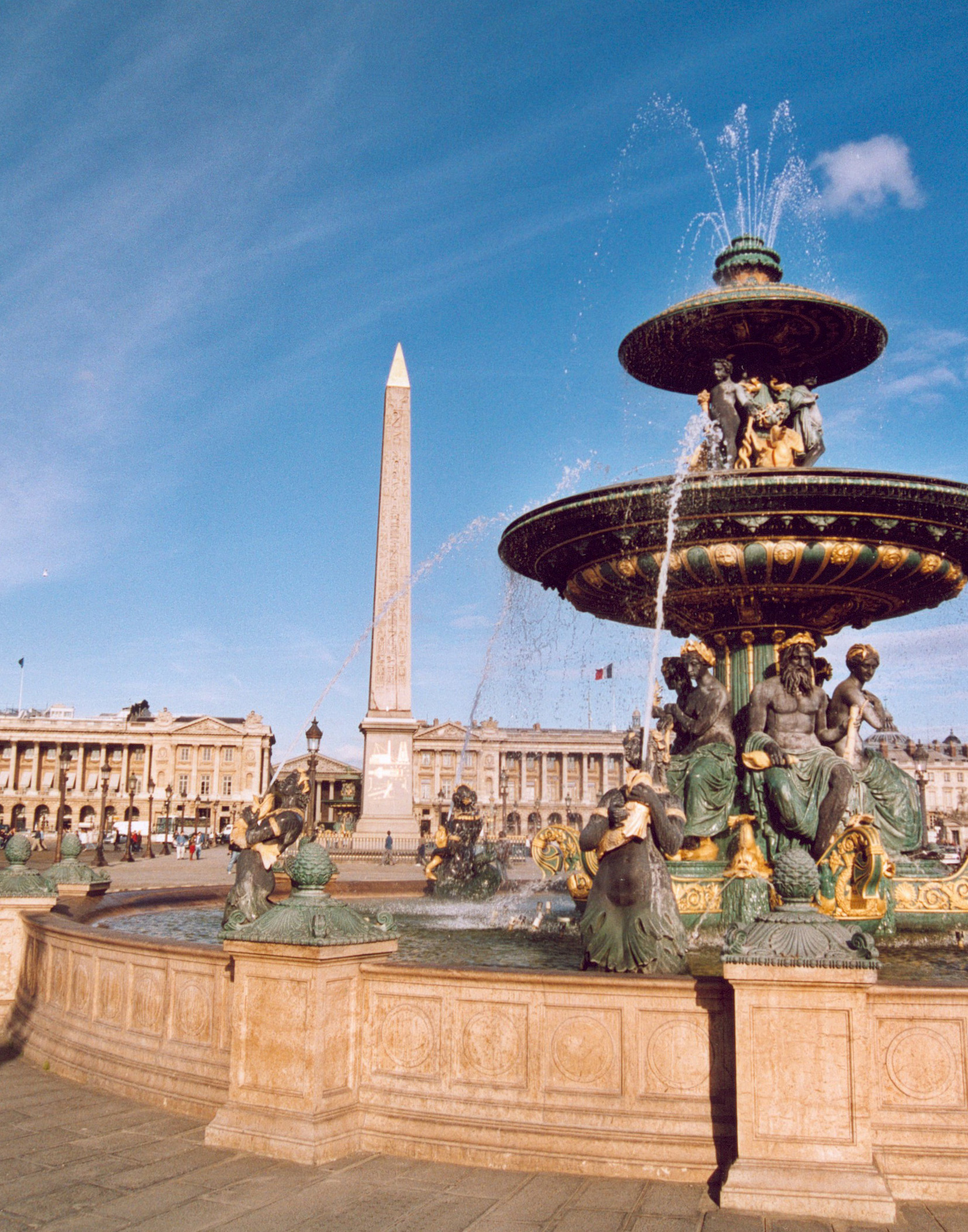
Fontaine des Mers von Jacques Hittorff
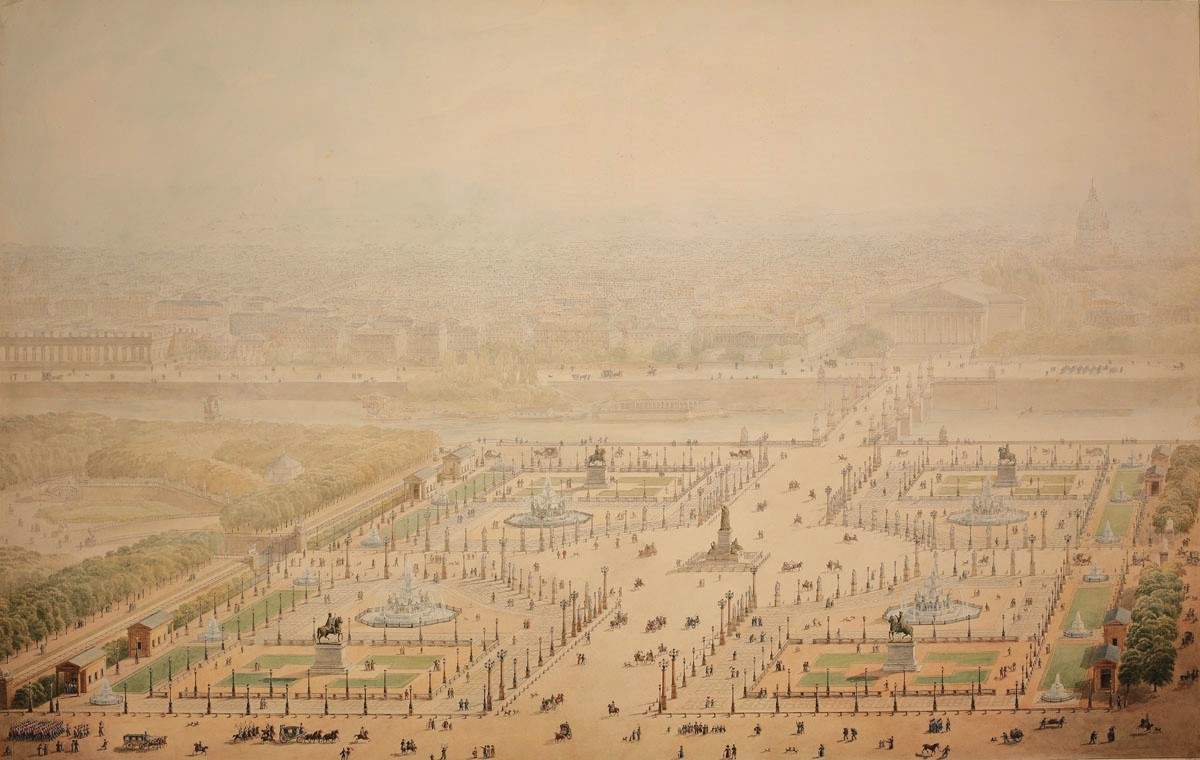
Place de la Concorde aus perspektivischer Sicht (Jakob Ignaz Hittorff, 1829)
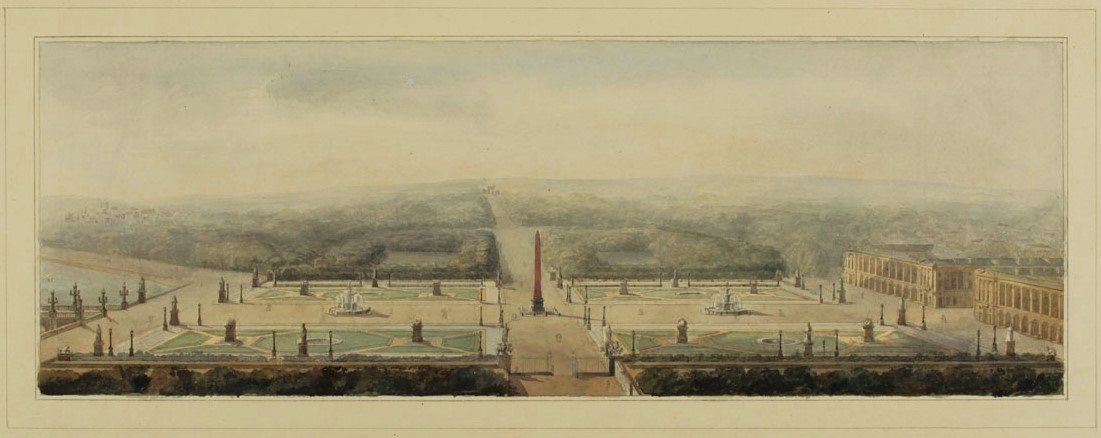
Place de la Concorde aus perspektivischer Sicht (Jakob Ignaz Hittorff, 1830)
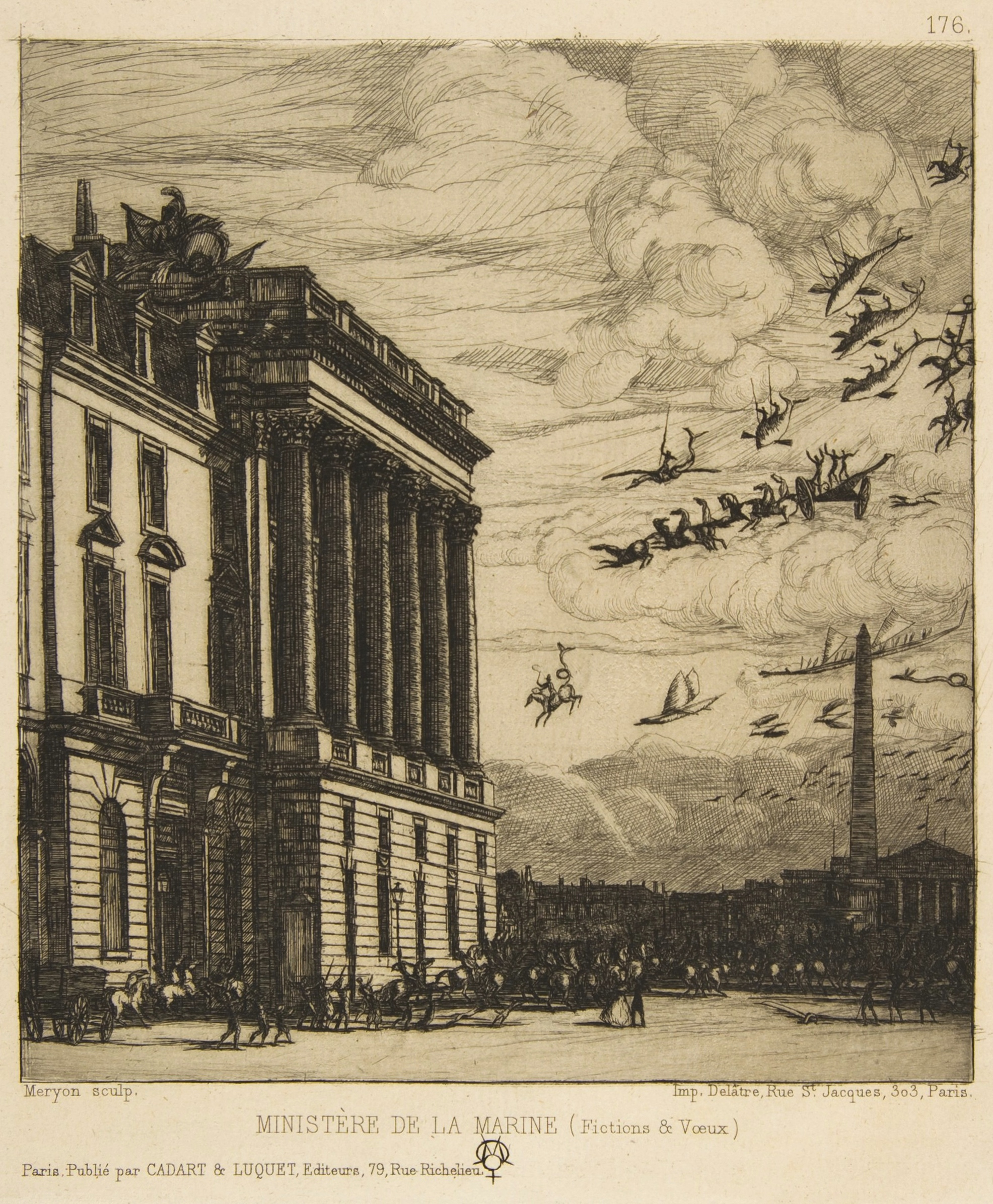
Marineministerium (Charles Meryon, 1865)
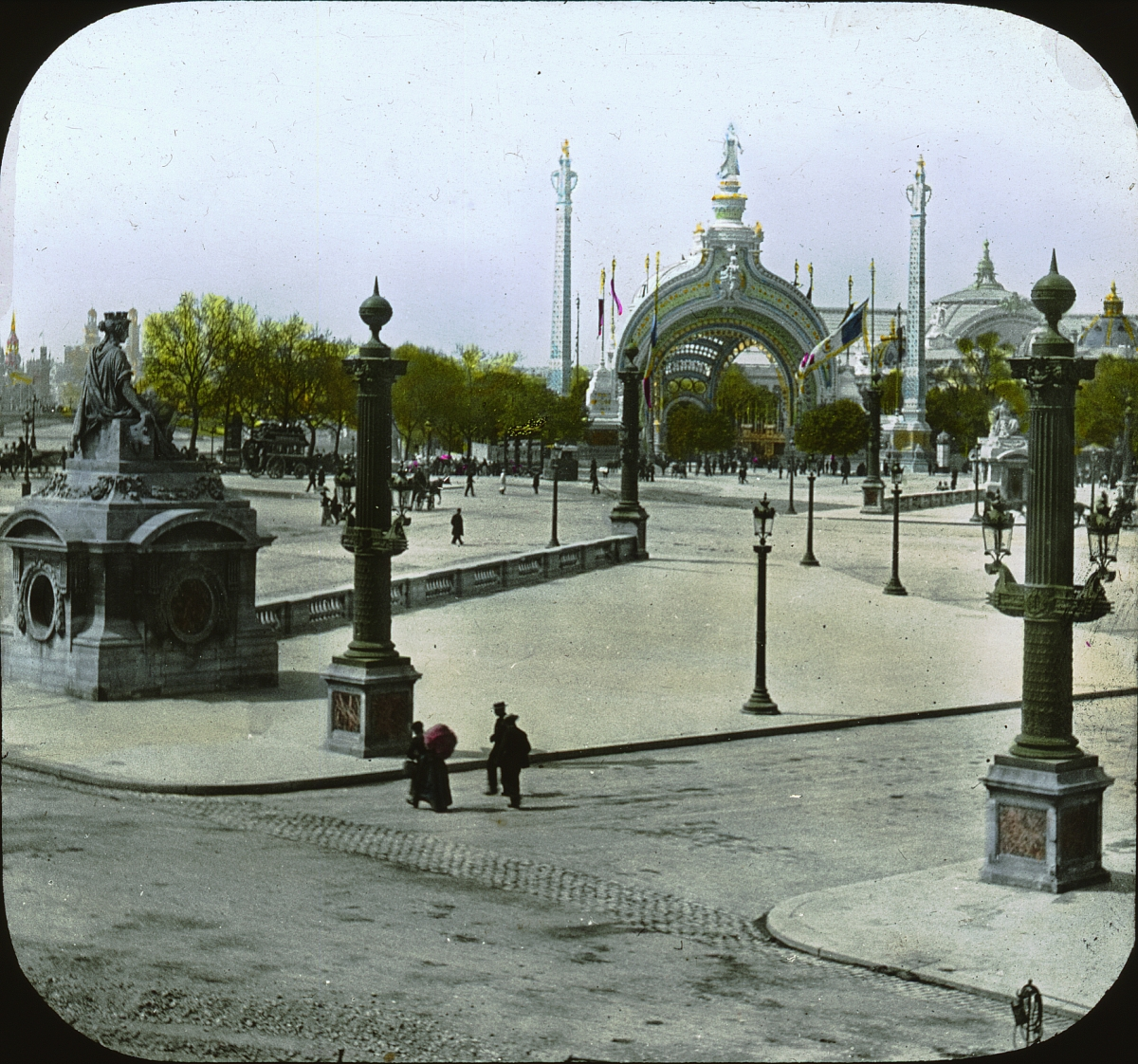
Eingangstor zur Weltausstellung Paris 1900

### 20. Jahrhundert

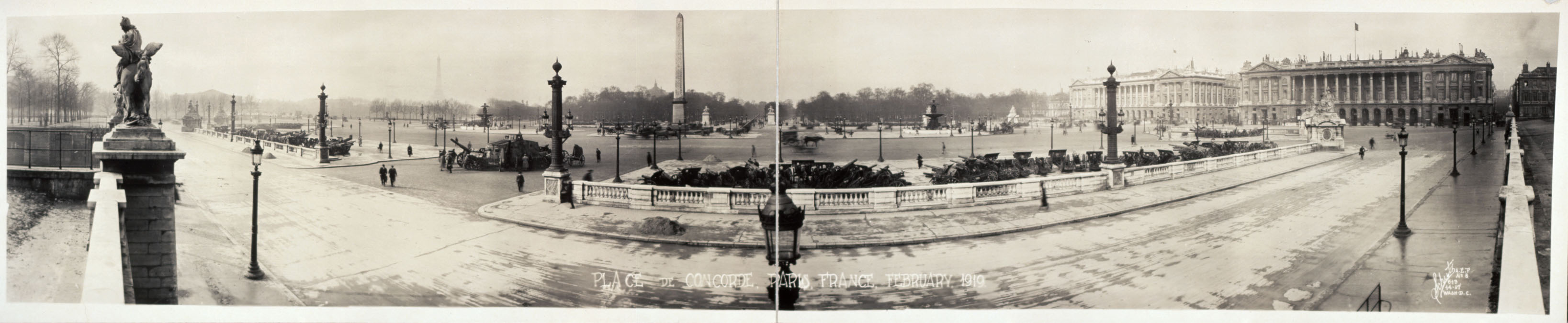
Panoramablick 1919 (Kanonen hinter der Balustrade)

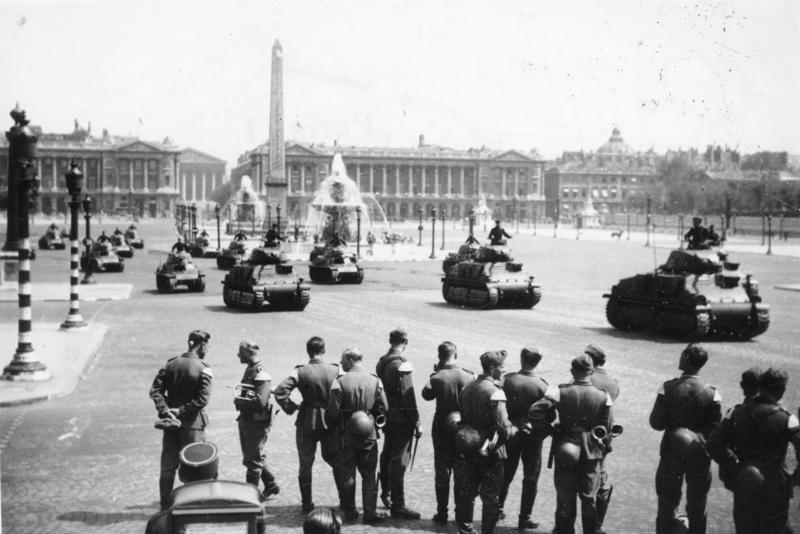
1941, Panzer-Parade der deutschen Wehrmacht auf der Place de la Concorde

- Am 6. Februar 1934 findet eine Demonstration der Extrem–Rechten auf dem Platz statt. Bei Auseinandersetzungen mit der Polizei gibt es 20 Tote und 2 300 Verwundete.
- Die Place de la Concorde mit ihrer Pflasterung, den Brunnen, Statuen, Wachhäuschen, Balustraden, Säulen und Laternenpfählen wird per Dekret vom 23. März 1937 als historisches Denkmal eingestuft.[7]
- Am 30. Mai 1968 findet eine Gegendemonstration der Gaullisten statt.[8]
- Am 14. Juli 1979 gibt Jean Michel Jarre ein Konzert.
- Am 1. Dezember 1993, zum AIDS–Welttag, versammelt sich die Act Up-Paris auf dem Platz, verhüllt den Obelisken mit einem 30 m langen Kondom und tauft den Platz in «Place des morts du Sida» (deutsch Platz der AIDS–Toten).
- Am 7. Mai 1995 versammeln sich die Unterstützer von Jacques Chirac und feiern seine Wahl zum Präsidenten. Damit soll an ein ähnliches Ereignis vom 10. Mai 1981 erinnert werden, als François Mitterrand seine Wahl auf der Place de la Bastille feierte.
- Im Jahr 2000 erklettert der Freikletterer Alain Robert den Obelisken ohne Vorankündigung und ohne Sicherung.

### 21. Jahrhundert

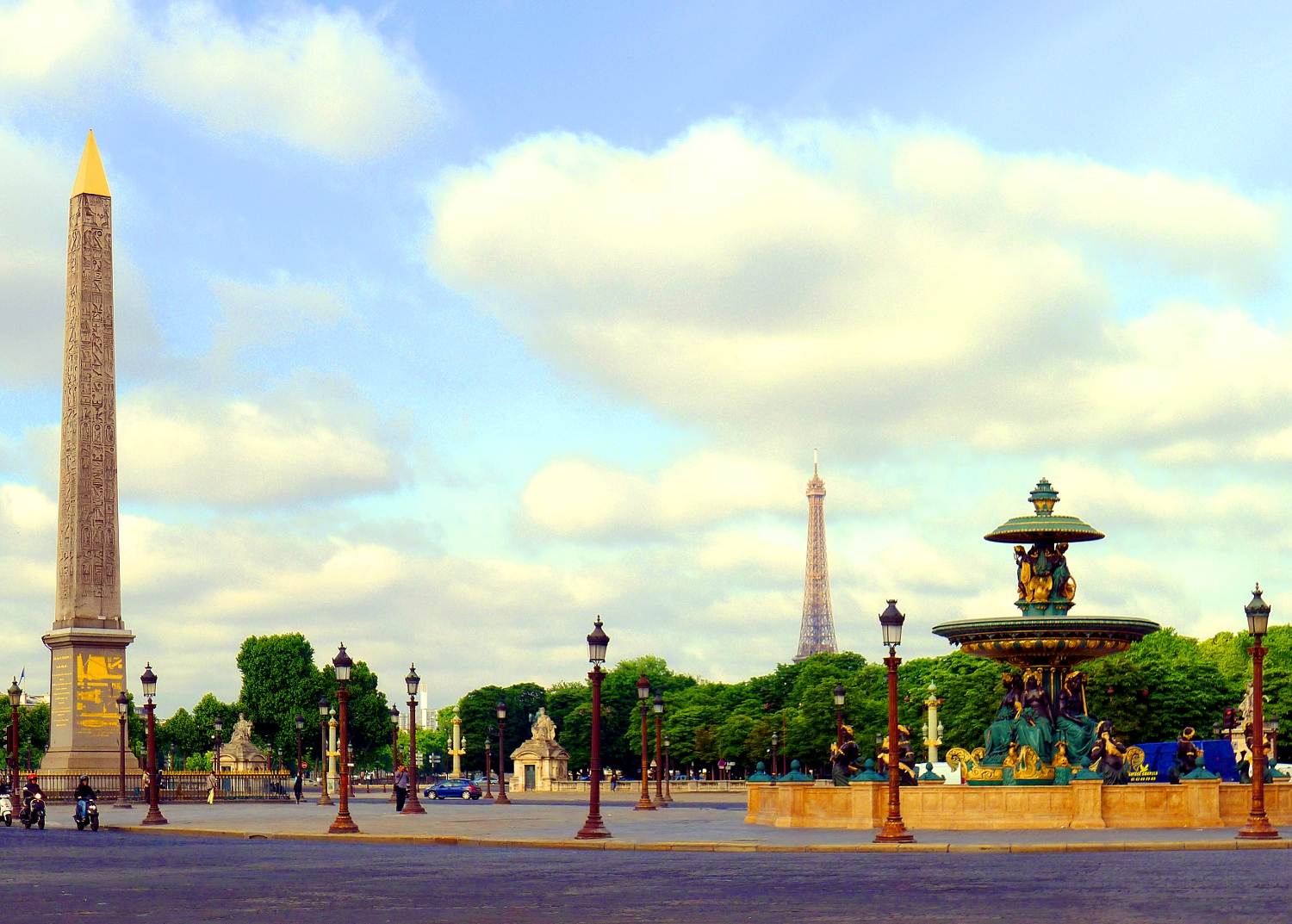
Ansicht von 2011

- Am 6. Mai 2007 feierte Nicolas Sarkozy, wie Jacques Chirac im Mai 1995, seinen Sieg bei der Präsidentschaftswahl. Auch am 15. April 2012 veranstaltete er hier eine Gegendemonstration zu François Hollande, der seine Anhänger auf dem Platz Esplanade du château de Vincennes versammelte.
- Im Sommer 2007 wurde der Platz für den Verkehr gesperrt, um den Film Seuls Two von Éric et Ramzy drehen zu können.
- Im Januar 2021 kündigte Anne Hidalgo, die Bürgermeisterin von Paris, an, dass die Stadt vor den Olympischen Spielen 2024 eine ehrgeizige 225-Millionen-Euro-Umgestaltung der Place de la Concorde und der Champs-Élysées vornehmen werde.[9] Die Neugestaltung soll den Fußgängerraum vergrößern, den Autoverkehr reduzieren und mehr Bäume für eine verbesserte Luftqualität entlang der Champs-Élysées hinzufügen.[10]
- Während den Olympischen Spielen 2024 wurden auf der Place de la Concorde die Wettkämpfe im Breakdance, Skateboard, BMX und 3×3-Basketball ausgetragen. Hierfür begannen am 1. März 2024 Montagearbeiten für eine temporäre Wettkampfstätte mit Stahlrohrtribünen.[11]
- Die Eröffnungsfeier der Paralympischen Spiele 2024 fand am 28. August 2024 auf der Place de la Concorde statt.[12]

## Bauwerke

### Hôtel de Crillon und Marineministerium

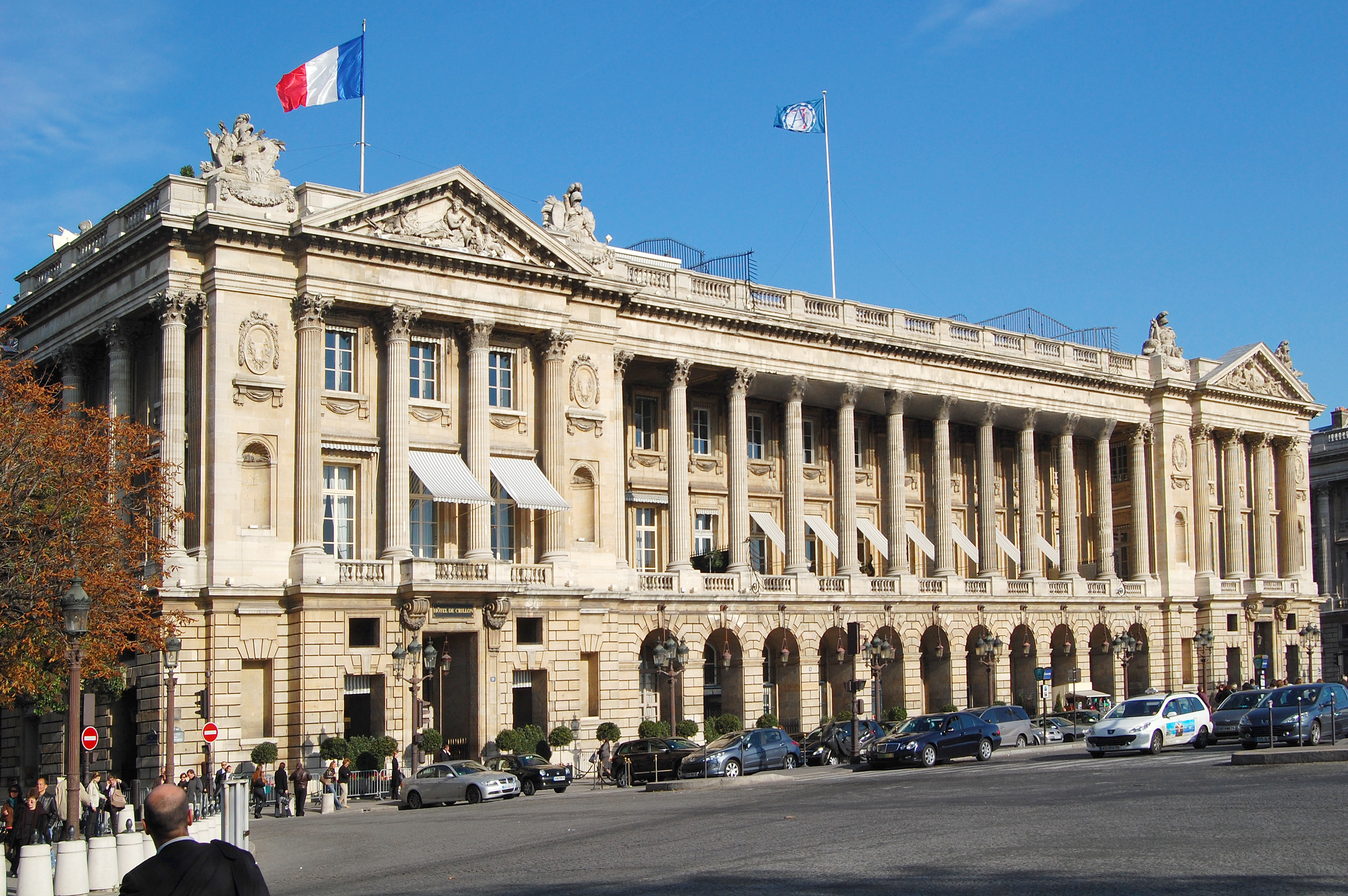
Hôtel de Crillon (2008)

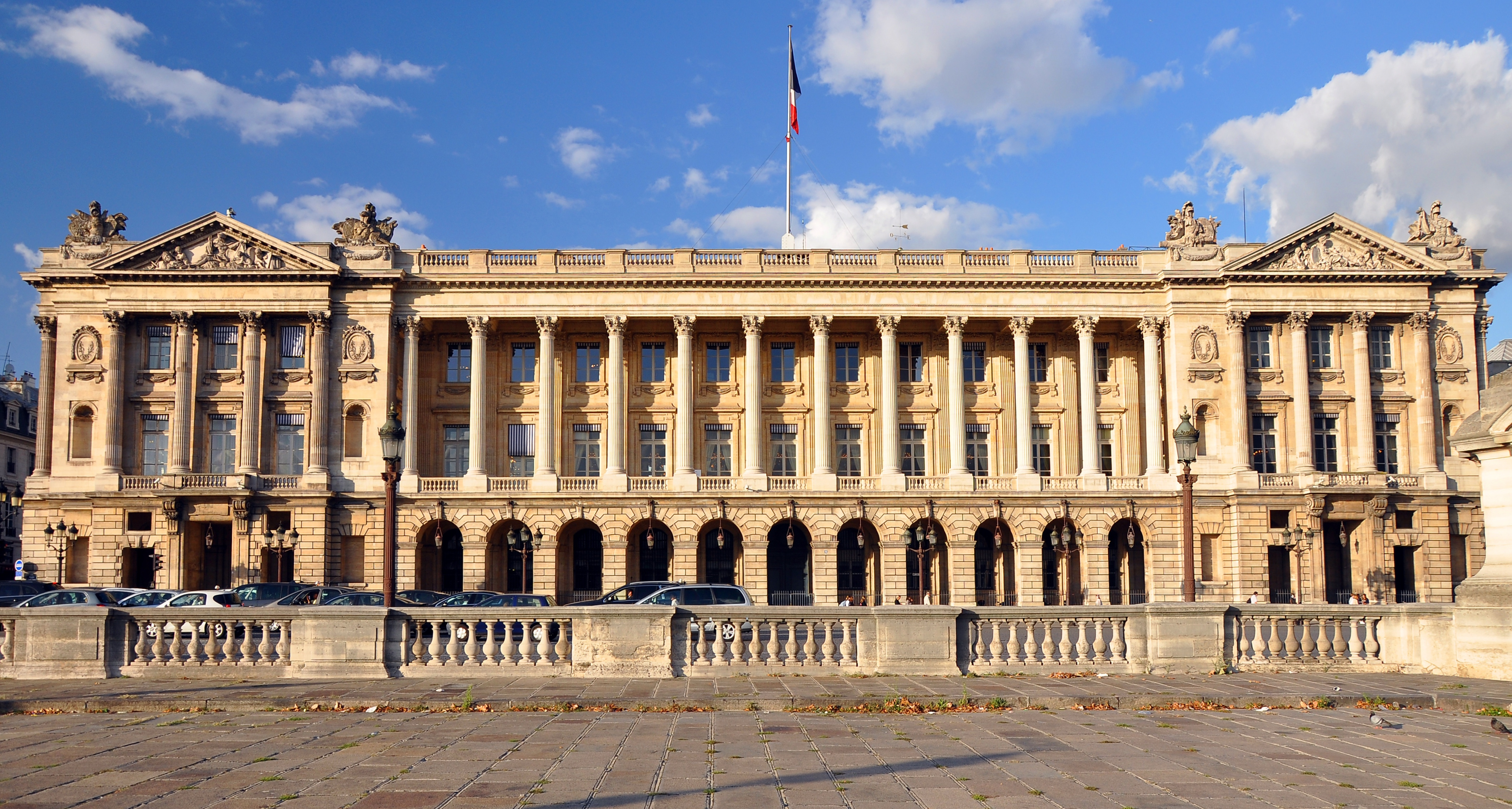
Hôtel de la Marine

Architekt Gabriel stellte sicher, dass der Platz lediglich an seiner Nordseite Gebäude erhalten sollte. Der Baubeginn der durch Gabriel erbauten neoklassischen Gebäude mit ihren monumentalen korinthischen Säulen und Kolonnaden erfolgte zwischen 1757 (Westteil) und 1765 (Ostteil), sie wurden bis 1775 fertig gestellt. Gabriel schuf nur die Fassaden und überließ es den Käufern, die Gebäude auf den dahintergelegenen Grundstücken nach ihren eigenen individuellen Nutzungsbedürfnissen gestalten zu lassen. Beide Bauwerke dominieren die Place de la Concorde an ihrer Nordseite, deren 250 Meter lange Nordfassade von der Rue Royale durchtrennt wird. Der gesamte Gebäudekomplex weist eine Nutzfläche von 15.240 m² auf. Geordnet nach Hausnummern zog im Westteil 1775 das Hotel de Coislin (Nr. 4; 2880 m²) ein, im gleichen Jahr erwarb David-Etienne Rouillé de l’Estang die Nr. 6. Hierin zog vor 1852 die Marquise Marie de Plessis-Bellière ein und nannte es Hôtel du Plessis-Bellière (Nr. 6; 1440 m²), daneben entstanden das Hôtel Cartier (oder Hôtel Moreau, nach Pierre Moreau; Nr. 8) und das Hôtel d’Aumont (Nr. 10; 2920 m²). Es handelte sich bei allen nicht um Hotels im heutigen Sinne, sondern um Stadtvillen (französisch Hôtels particuliers). Auf der anderen Seite der Rue Royale lag im Ostteil in Nr. 2 seit 1771 die königliche Möbel- und Gerätekammer (französisch Garde-Meuble de la Couronne; 8000 m²). Am 6. Oktober 1789 zog hier das Marineministerium ein.
Im ehemaligen Hôtel Coislin unterzeichnete Benjamin Franklin am 6. Februar 1778 einen Freundschafts- und Handelsvertrag zwischen Frankreich und den Vereinigten Staaten. Louis-Marie-Augustin d’Aumont, Pair von Frankreich, lebte zwischen 1777 und 1782 im Hôtel d’Aumont. Am 20. April 1788 erwarb François Félix de Crillon dieses Gebäude für 300.000 Livres und gab ihm seinen Namen. Über Generationen hinweg lebte hierin die Familie Crillon. Als Hotel im heutigen Sinne fungiert es erst seit dem 11. März 1909 unter dem Namen Hôtel de Crillon, einem Grand Hotel mit 120 Zimmern (davon 46 Suiten, 2 von Karl Lagerfeld gestaltet). Nachdem die beiden benachbarten Hôtels particuliers Plessis-Bellière (die Marquise verstarb hier am 7. Juni 1876) und Hôtel Cartier ungenutzt blieben, wurden sie 1895 zusammengelegt; seit dem 12. November 1895 residiert hier der Automobile Club de France (Nr. 6–8), dem die Gebäude seit 1898 gehören.
Über mehr als 100 Jahre hinweg blieb seitdem die Nutzung dieser Gebäude weitgehend unverändert. Präsident Nicolas Sarkozy setzte im Februar 2011 eine Kommission ein, die die künftige Nutzung des Marineministeriums erkunden sollte. Denn im Januar 2015 zog das gesamte Personal der Marine an den neuen Sitz des Verteidigungsministeriums im Hexagone Balard nahe der Métrostation Balard.
Das renovierte Hôtel de Crillon eröffnete am 5. Juli 2017. Die Restaurierung des Hôtel de la Marine, des Gebäudes des ehemaligen königlichen Möbellagers und später des Marineministeriums, erfolgte zwischen 2017 und 2021. Seither sind darin unter anderem ein an seine Geschichte erinnerndes Museum untergebracht, die Al Thani Collection (Kunstsammlung der Herrscherfamilie des arabischen Emirats Katar; sie war einer der wichtigsten Mäzene des Sanierungsprojekts) sowie die französische Außenstelle des Weltfußballverbandes FIFA. Es wurde am 10. Juni 2021 von Staatspräsident Emmanuel Macron eröffnet und ist ab 12. Juni für die Öffentlichkeit zugänglich.

### Obelisk

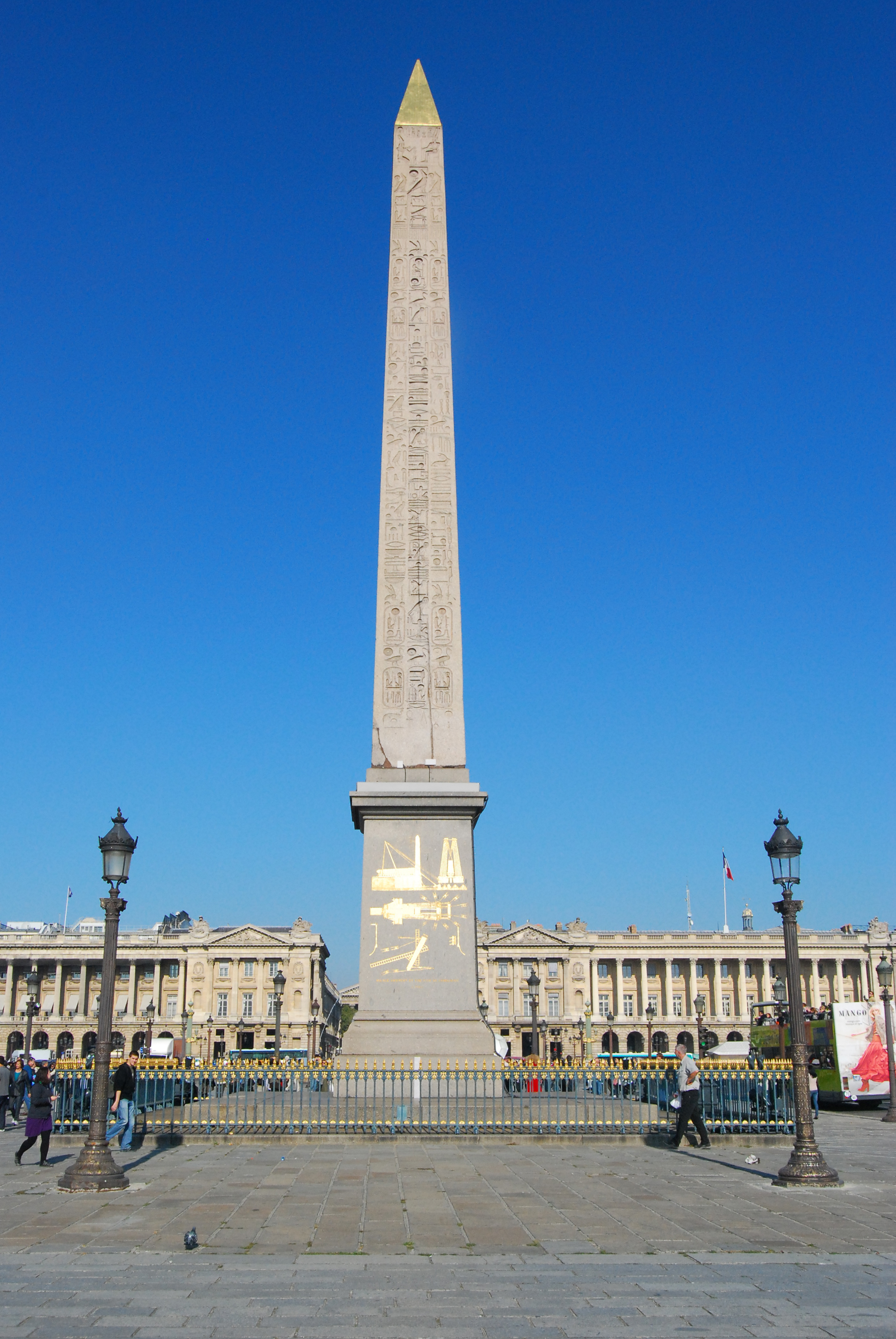
Obelisk von Luxor

Der weithin sichtbare Obelisk von Luxor ist ein aus dem Tempel von Luxor stammender 23,50 Meter hoher und etwa 230 Tonnen schwerer Granit-Monolith (aus Syenit) aus dem 13. Jahrhundert vor Christus, aufgestellt am 25. Oktober 1836 auf einem von Jakob Ignaz Hittorff gebauten 5 Meter hohen Sockel. Er ist ein Geschenk des Muhammad Ali Pascha für den König Louis-Philippe als Anerkennung der Leistungen von Jean-François Champollion, das nach hinderlicher Seereise erst im August 1834 in Paris eintraf. Die etwa 1600 Hieroglyphen verkünden von den ruhmreichen Taten Ramses II. Das älteste Monument von Paris erhielt am 14. Mai 1998 ein 3,60 Meter hohes Pyramidion aus vergoldeter Bronze. Der Obelisk soll den schwierigen Weg zum Erreichen der Eintracht (französisch concorde) in einem Volk symbolisieren. Auf dem Platz finden alljährlich die Feiern zum französischen Nationalfeiertag am 14. Juli ihren Höhepunkt.

### Brunnen und Kandelaber
Den Obelisken flankieren zwei von Hittorff erbaute Springbrunnen mit einem Durchmesser von je 16,50 Meter. Über dem größeren runden Wasserbecken erheben sich zwei kleinere. Der südliche (Fontaine des Mers) ist den Meeren Mittelmeer und Atlantik sowie Seefahrt und Fischfang gewidmet, den nördlichen (Fontaine des Fleuves) zieren Allegorien der Flüsse Rhône und Rhein sowie Landwirtschaft und Industrie. Je vier Genien konkretisieren diese Allegorien. Die Brunnen wurden am 1. Mai 1840 vom Präfekten Claude-Philibert Barthelot de Rambuteau eingeweiht, ihre Renovierung erfolgte 2002.
Auch die 20 gegossenen Kandelaber (Colonnes rostrales) ließ Hittorff nach seinen Zeichnungen als Anspielung auf das Marineministerium anfertigen. Hittorffs Markenzeichen sind diese gusseisernen Kandelaber und die Rostralsäulen. Gabriel schuf zwischen 1753 und 1763 acht Frauenstatuen, die die acht größten Städte Frankreichs symbolisieren. Die sitzenden Stadtgöttinnen stehen auf Sockeln ehemaliger Wachhäuschen. Diese Allegorien stellen die französischen Städte Bordeaux, Lille, Brest, Rouen, Lyon, Marseille, Nantes und Straßburg dar.

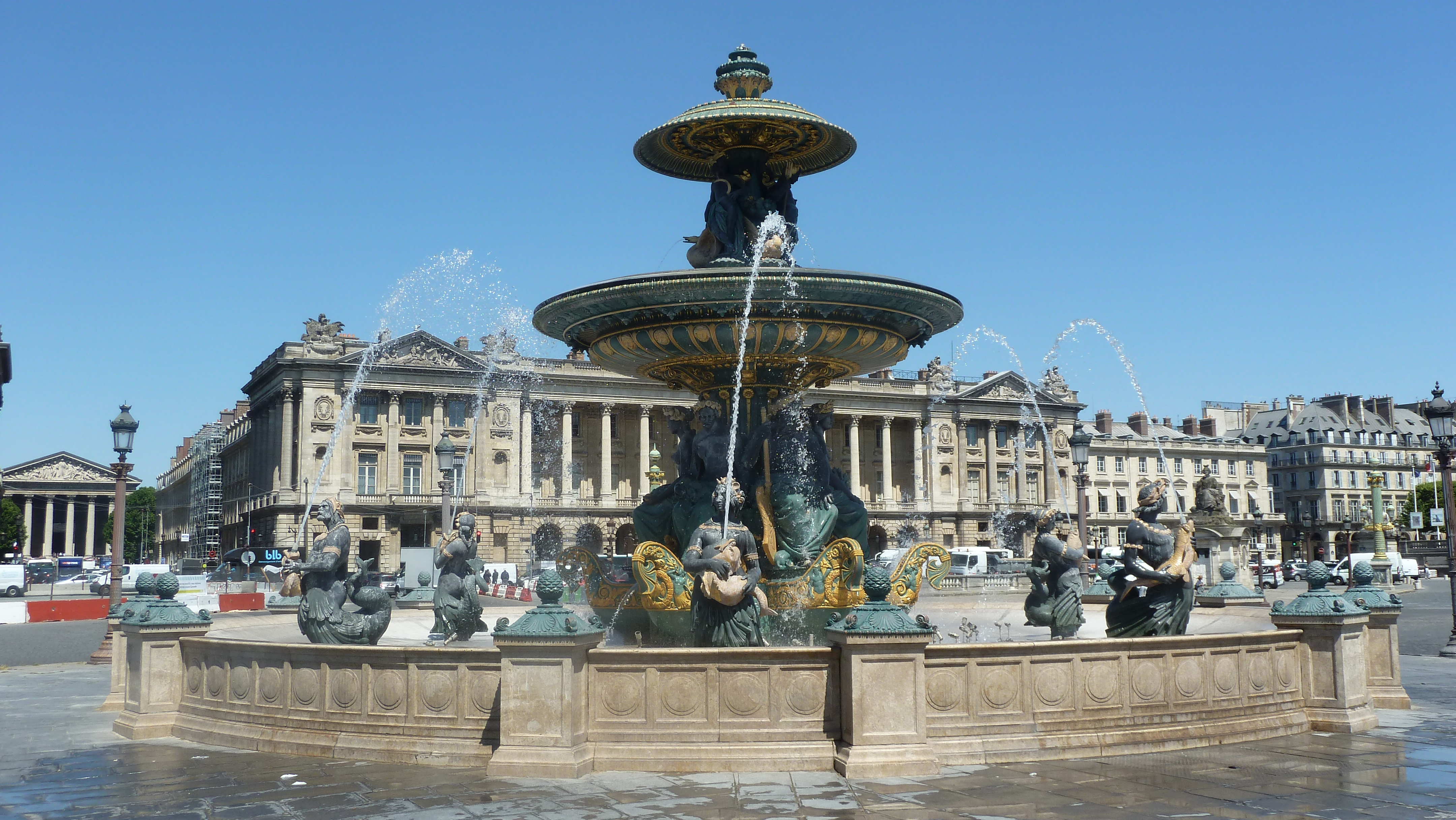
Fontaine des Fleuves
Fontaine des Mers
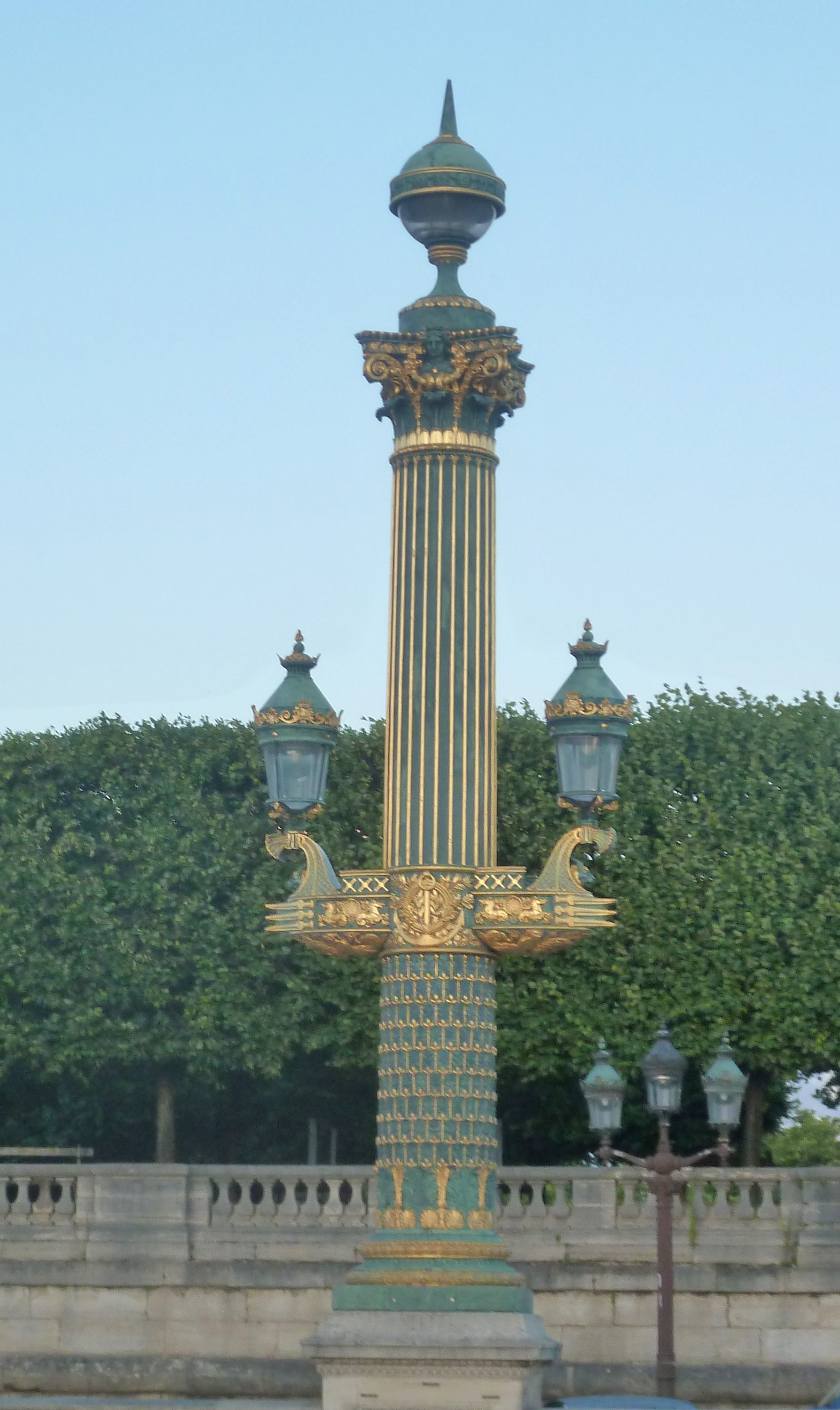
Kandelaber
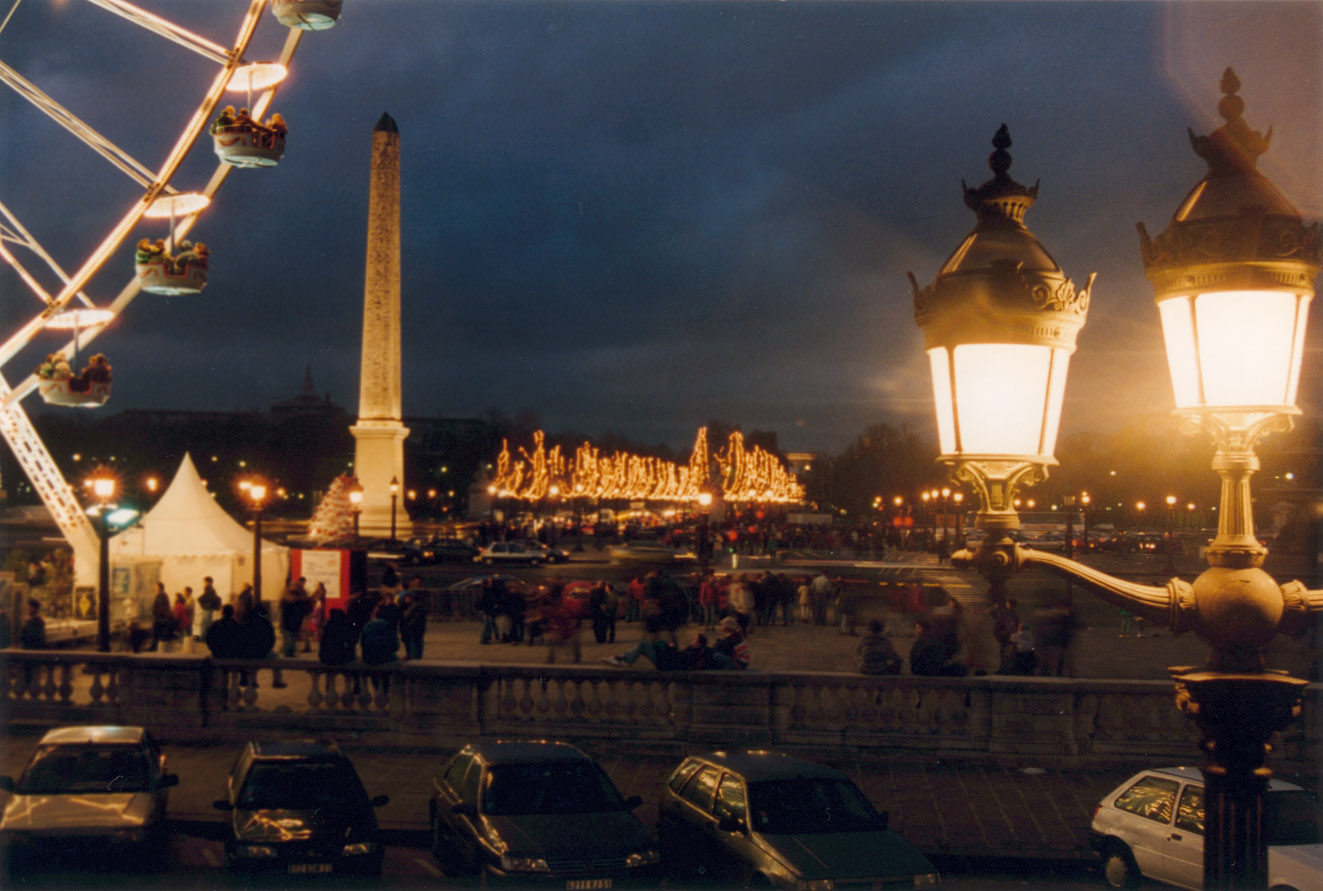
Place de la Concorde bei Nacht
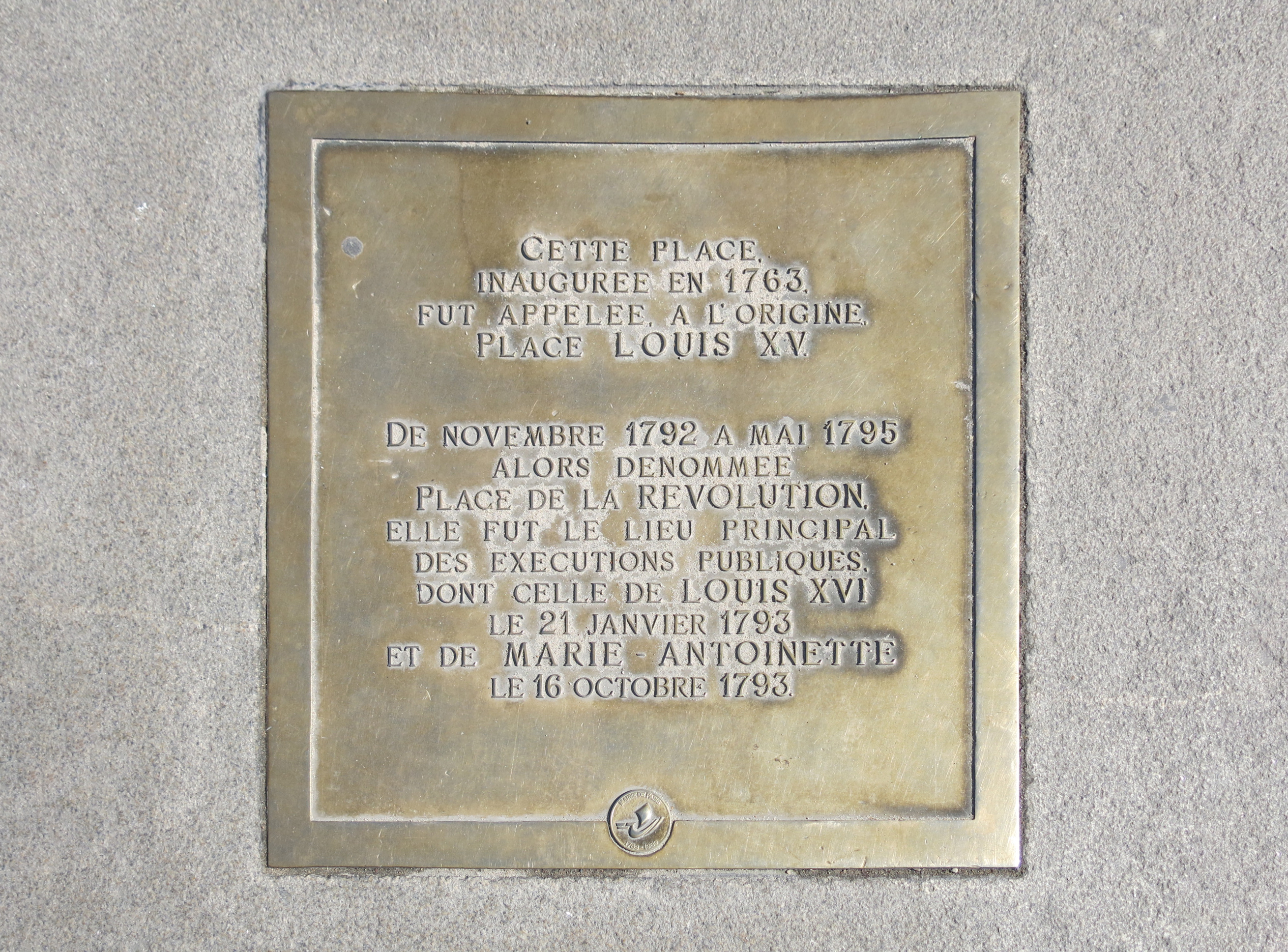
Erinnerungstafel auf dem Platz

## Zitat
Curzio Malaparte: «La place de la Concorde n’est pas une place, c’est une idée.»

## Einige Personen, die hier guillotiniert wurden
- Ludwig XVI., 21. Januar 1793.
- Marie-Antoinette d’Autriche, 16. Oktober 1793
- Charlotte Corday, 17. Juli 1793
- Die Girondisten, 30. und 31. Oktober 1793.
- Olympe de Gouges, 3. November 1793
- Louis-Philippe II. Joseph de Bourbon, duc d’Orléans, 6. November 1793
- Madame Roland, 8. November 1793
- Marie-Jeanne Bécu, comtesse du Barry, 8. Dezember 1793
- Jacques-René Hébert, 24. März 1794
- Georges Danton, 5. April 1794
- Camille Desmoulins, 5. April 1794
- Jean-Joseph de Laborde, 18. April 1794
- Antoine Laurent de Lavoisier, 8. Mai 1794
- Jean-Baptiste Tavernier-Boullongne, 8. Mai 1794
- Élisabeth de France (1764–1794) (Mme Élisabeth), 10. Mai 1794
- Maximilien de Robespierre, 28. Juli 1794
- Louis Antoine de Saint-Just, 28. Juli 1794
- Georges Couthon, 28. Juli 1794
- François Hanriot, 28. Juli 1794

Am Anfang wurden die Leichen zum Cimetière de la Madeleine (heute Square Louis XVI) überführt, wo sie auch heute noch sind.
Ab 1794 wurden die Überreste der Verurteilten zum Cimetière des Errancis gebracht. Anlässlich der Städtebaumaßnahmen im 19. Jahrhundert wurden die Überreste ausgegraben und ungeordnet in den Katakomben untergebracht.

## Im Kino
- Place de la Concorde (film, 1896) von Georges Méliès (1896, verloren)
- Place de la Concorde (film, 1939) von Karel Lamač
- Ein Amerikaner in Paris von Vincente Minnelli (1939)
- Fantomas (1964) von André Hunebelle (1964)
- Le Magnifique – ich bin der Größte von Philippe de Broca (1973)
- Ein Elefant irrt sich gewaltig von Yves Robert (1976)
- La Soif de l'or von Gérard Oury (1993)
- Jet Set von Fabien Onteniente (2000)
- Les Rois mages von Bernard Campan und Didier Bourdon (2001)
- Im Star-Trek-Universum ist dieser Platz das Hauptquartier der Präsidentschaft der Vereinigte Föderation der Planeten.

## Sicht der Maler
- Place de la Concorde, Öl auf Leinwand von Albert Lebourg, Paris, Musée Marmottan
- Place de la Concorde (Degas), 1875, Öl auf Leinwand von Edgar Degas, Sankt Petersburg, Eremitage
- Place de la Concorde, 1909, Öl auf Leinwand von Henri Le Sidaner, Musée des beaux-arts de Tourcoing